# Selah Busienei
Selah Jepleting Busienei (* 27. Dezember 1991) ist eine kenianische Leichtathletin, die im Mittel- und Langstreckenlauf an den Start geht.

## Sportliche Laufbahn
Erste internationale Erfahrungen sammelte Selah Busienei im Jahr 2014, als sie bei den Commonwealth Games in Glasgow mit 4:17,88 min den zwölften Platz im 1500-Meter-Lauf belegte. Anschließend gelangte sie bei den Afrikameisterschaften in Marrakesch mit 4:19,24 min auf den achten Platz. Bei den IAAF World Relays 2015 in Nassau wurde sie mit neuem Afrikarekord von 10:43,35 min gemeinsam mit Joy Sakari, Sylvia Chesebe und Virginia Nyambura Zweite im Langstreckenstaffellauf hinter dem Team aus den Vereinigten Staaten. Im Oktober siegte sie in 4:07,58 min über 1500 Meter bei den Militärweltspielen in Mungyeong und belegte in 2:03,01 min den fünften Platz im 800-Meter-Lauf. 2016 klassierte sie sich bei den Afrikameisterschaften in Durban mit 4:09,14 min auf dem achten Platz über 1500 Meter. 2022 startete sie im 5000-Meter-Lauf bei den Commonwealth Games in Birmingham und gewann dort in 14:48,24 min die Bronzemedaille hinter ihrer Landsfrau Beatrice Chebet und Eilish McColgan aus Schottland.

## Persönliche Bestzeiten
- 800 Meter: 2:01,17 min, 11. Mai 2013 in Nairobi
- 1500 Meter: 4:05,20 min, 13. September 2019 in Nairobi
  - 1500 Meter (Halle): 4:11,57 min, 8. Februar 2022 in Sabadell
- 3000 Meter: 8:42,01 min, 6. Mai 2016 in Doha
  - 3000 Meter (Halle): 8:52,40 min, 14. Februar 2022 in Val-de-Reuil
- 5000 Meter: 14:48,24 min, 7. August 2022 in Birmingham
- 10.000 Meter: 30:26,40 min, 3. Juni 2023 in Hengelo